# Новожеевка (Омская область)
Новожеевка — исчезнувшая деревня в Исилькульском районе Омской области. Располагалась на территории современного Украинского сельского поселения. Точная дата упразднения не установлена.

## География
Располагалась в 2,5 км к юго-западу от деревни Ночка.

## История
Основана в 1906 г. В 1928 г. посёлок Новожеевка состоял из 40 хозяйств. В составе Ночковского сельсовета Исилькульского района Омского округа Сибирского края.

## Население
По переписи 1926 г. в посёлке проживало 175 человек (89 мужчин и 86 женщин), основное население — русские